# An Sơn (Bình Dương)
An Sơn is een xã (landelijke gemeente) in het thị xã (landelijk district) Tân Uyên, in de Vietnamese provincie Bình Dương.
An Sơn ligt aan de oever van de Sài Gòn